# Freddy Cruz
Marco Alfredo de la Cruz Grosser, de nombre artístico Freddy Cruz conocido con el sobrenombre de "El Vikingo de la Salsa", es un trombonista , cantante y compositor colombiano de música salsa y tropical.

## Biografía
Nacido en 1955 en la ciudad de Barranquilla (Colombia), comenzó de niño a tocar la guitarra y junto con amigos se iban a poner serenatas. 
En 1974 integra el primer conjunto musical llamado El Conde Araque y Su Orquesta siendo corista, ese mismo año recibió grado de bachiller e ingreso a la universidad en el año de 1975, combinando ambas actividades ya que ingreso a una nueva orquesta llamada
Los Super Stars , en calidad de cantante. 
En el año 1976 grabó su primer disco con la orquesta de Adolfo Echeverria , que se convertirÍa en uno de los grandes éxitos de catálogo del sello Fuentes como fue el tema 'Amaneciendo'
obteniendo el Congo de Oro en los carnavales de Barranquilla de 1976.
Con Adolfo Echeverria grabó dos álbumes y al año siguiente graba su primer álbum de solista con el maestro Joe Madrid llamado El Combo Caliche, sello Phillips.
Luego se une a una idea de formalizar una agrupación en una empresa de la ciudad de Barranquilla, pero después de un año es contratado por el maestro Carlos Hayen y Su Orquesta.
Desde ese año inicia sus estudios de trombón y es llamado por Alberto Barros para integrar La Orquesta Los Titanes 
En los años 80s se une a la orquesta del maestro Pacho Galán , recibiendo múltiples enseñanzas que lo ayudaron a consolidarse como un buen músico.En ese año recibe un llamado para grabar un álbum con el maestro Pete Vicentini llamado 'Como un cañón' 
Después de esa grabación, estuvo ausente de los escenarios debido a que quería desarrollar su carrera como trombonista y no 
como cantante, cuando fue aceptado como trombonista en la Orquesta de los Hermanos Martelo , orquesta de plantilla de un prestigioso club de Barranquilla.
Al terminar contrato con ellos comienza a formalizar junto con el pianista Gregorio Mendoza y el cantante Charlie Gómez , una agrupación que más tarde se convertiría en una insignia de la salsa en Colombia, el Grupo Raíces, grabando varios trabajos discográficos en cinco años de permanencia en el grupo.
Finalmente se decide a dar el paso de producir su propia música, convirtiéndose en uno de los mejores arreglistas del país por su condición de autodidacta, recibiendo numerosos elogios por parte de la crítica musical.
Así funda la Orquesta  Freddy Cruz y Su Fuerza Latina y graba para el sello Phillips su primer trabajo como arreglista, trombonista, cantante y compositor, destacando su éxito 'La moña', de su autoría. 
Su segundo trabajo discográfico lo logra con el sello Fuentes, titulado Freddy Cruz y Su Fuerza Latina, 'El vikingo de la salsa' , en donde tuvo éxito con el tema 'El cacharrito' de la autoría de Charlie Gómez
e interpretado por Tico Estevenson.
Su tercer trabajo discográfico lo logra con el sello Codiscos titulado 'Levántate'  trayendo un nuevo éxito 'Amor no me abandones' con un nuevo cantante llamado Ray Fernández
Después de un receso empezó estudios autodidácticos de ingeniería de sonido y logra fundar un estudio de grabación con un cantante 
y compositor llamado Arnovis Fontalvo, con el cual logran consolidar dos proyectos con la Orquesta Los Bravos de la Esquina,
que son editados por el sello Caimán y Cobo Records de la ciudad de Nueva York.
Actualmente tiene su estudio propio y realiza sus propios proyectos musicales como Freddy Cruz y Su Fuerza Latina 'Llegó el vikingo', incorporando un nuevo sonido, una nueva propuesta con su hijo Danny Cruz, bajista y productor.
Finalmente, en septiembre de 2012 en la ciudad de Barranquilla y producido por Evelyn Raetz para Meloo Music, graba 'La solución' con todos los temas de su autoría excepto el que da título al trabajo, de la autoría de su hijo Danny Cruz, contando como vocalista con Jhonny Arzuza y un elenco de músicos de primera magnitud: 
- Freddy Cruz (trombón)
- Danny Cruz (bajo, ingeniero de grabación)
- Moisés Marquez Leyva (saxofón barítono)
- Rafael “Pachalo” Gavilán (trompeta)
- Germán Cañón (violín)
- Jhonny Arzuza (vocales)
- Emiro Santiago (timbales)
- Emiro “Emirito” Santiago (congas y bongos)
- Eduardo “Amadeo” Vega (piano)
- Aníbal Velásquez (acordeón)
- Rafael “Fito” Sánchez (llamador y alegre)

## Discografía
Adolfo Echevarría y La Gran Banda
- 1976 Adolfo Echevarría y La Gran Banda
- 1976 Sabroso bacalao

El Combo Caliche
- 1977 Salsa de otro mundo

Orquesta de Pacho Galán
- 1980 Homenaje a La Puerta de Oro

El Afrocombo de Pete Vicentini
- 1980 Como un cañón

Orquesta La Competencia de Alberto Barros
- 1982 Cambia el paso

Grupo Raíces
- 1986 Abriendo camino
- 1987 Fuego pa´la candela
- 1988 Grupo Raíces

Los Bravos de la Esquina
- 2000 Gózalo mi gente
- 2011 Los Bravos de la Esquina Vol. 2

Freddy Cruz y La Fuerza Latina
- 1990 El peso de la salsa
- 1991 El vikingo de la salsa
- 1991 Freddy Cruz y su Fuerza Latina
- 1992 Levántate
- 2006 El vikingo de la salsa all stars
- 2011 El vikingo llegó
- 2012 La solución